# Lac Arenal
Pour les articles homonymes, voir Arenal.
Le lac Arenal est un lac artificiel du Costa Rica, associé à une centrale hydroélectrique.

## Géographie

### Localisation
Le lac se trouve dans le nord-ouest du pays. Il est à l'extrême nord de la province de Guanacaste mais sa pointe sud-est déborde sur la province d'Alajuela.
Le Nicaragua est à moins de 50 km au nord.
La ville de La Fortuna (canton de San Carlos) est à 17 km à l'est (de l'autre coté du volcan Arenal) ; la capitale San José à 150 km au sud-est (distance par route).
L'extrémité sud-est du lac se trouve au pied du contrefort nord-ouest du volcan Arenal et jouxte le parc national du volcan Arenal (Parque Nacional Volcán Arenal).

### Districts et cantons
Les districts et cantons concernés sont :
La Fortuna, canton de San Carlos, pour la province d'Alajuela ; et
Tronadora (en) au sud, Santa Rosa (en) à l'ouest, Tierras Morenas (en) au nord-ouest et Arenal (en) au nord et nord-est, tous dans le canton de Tilarán, pour la province de Guanacaste.

## Description
Avec une surface de 67 296 ha, le lac est la plus grande étendue d'eau entourée de terre du pays. Il atteint 60 mètres de profondeur à certains endroits.
Il est alimenté principalement par trois bassins versants dans le sud-est du lac : 
celui du Chiquito qui couvre 9 000 ha, 
celui du Caño Negro 
et celui de l'Aguas Gatas. 
À ceux-ci s'ajoutent les collectes d'eau sur les côtés nord et ouest du lac.
Le barrage (presa en espagnol) Sangregado est sur le district de La Fortuna. Son niveau d'eau opérationnel est à 546 m d'altitude.

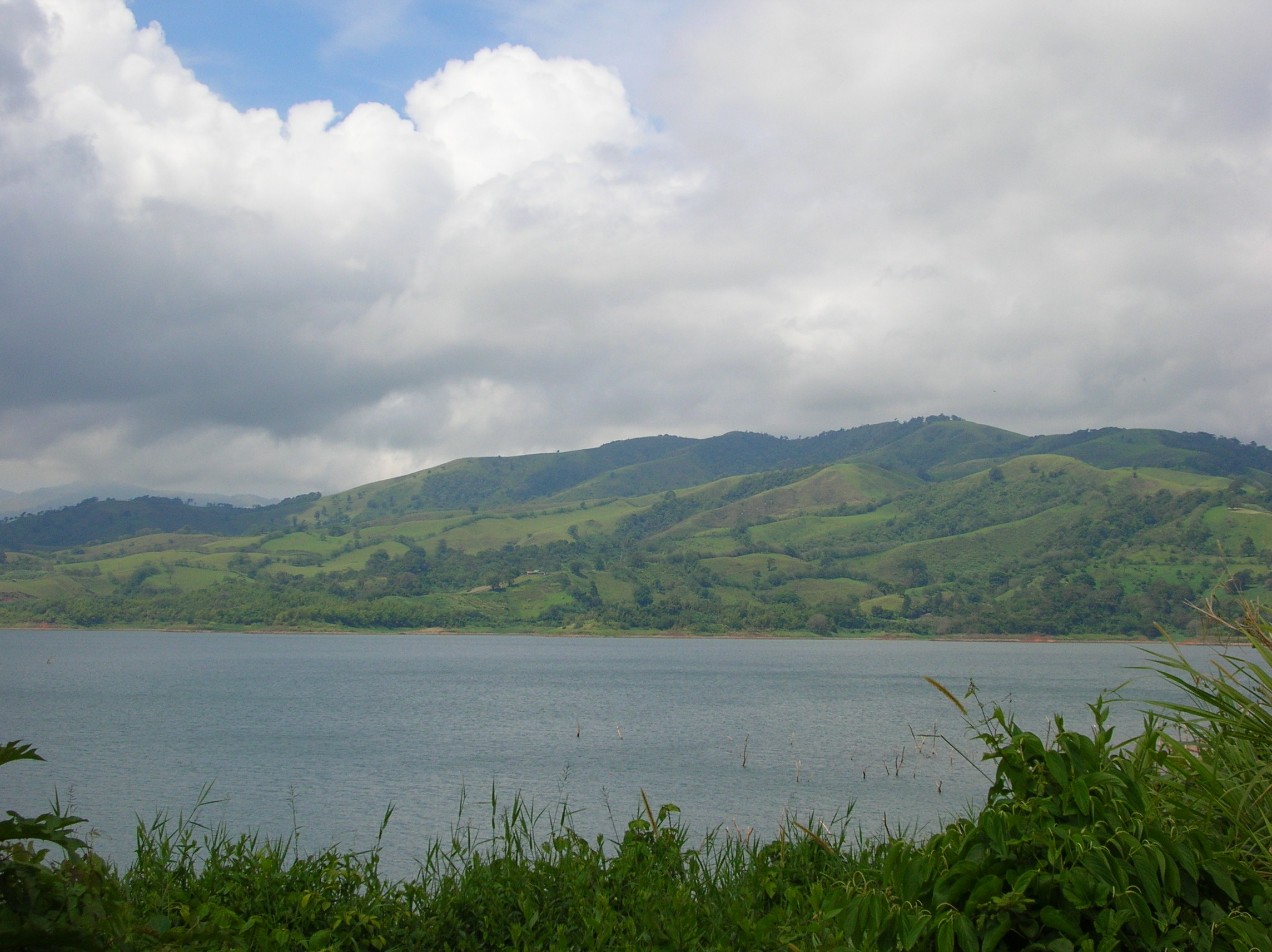
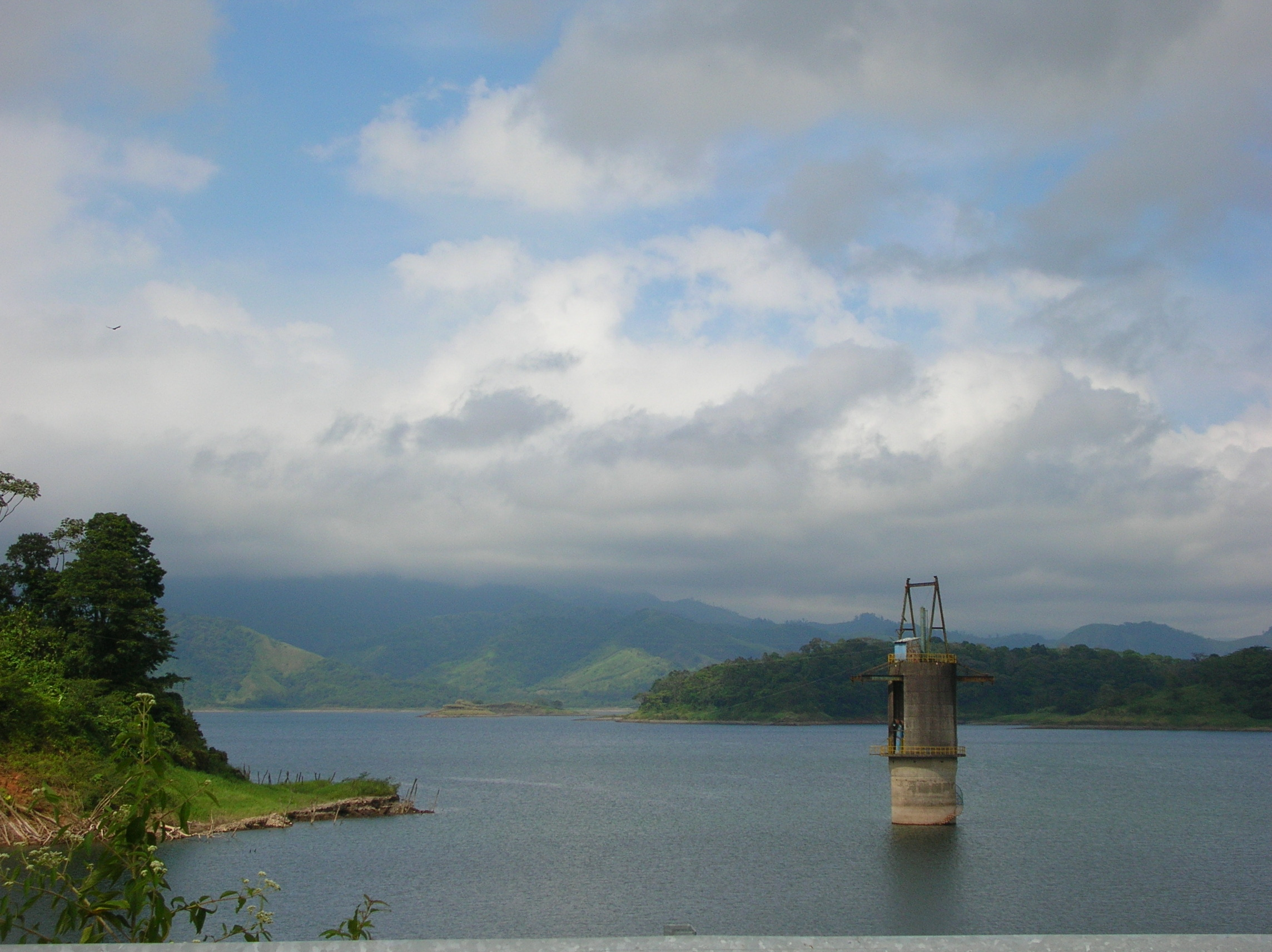
Installations hydro-électriques sur le lac

## Histoire
Il y avait déjà un lac à cet endroit, mais beaucoup plus petit. Lorsque les plantations de café ont commencé à dominer la scène dans la plaine centrale à partir des années 1880, les autres activités agricoles ont été repoussées dans la région ; la zone d'Arenal, trop pentue, ne se prête pas à l'agriculture mais l'élevage y a trouvé son compte, surtout entre 1930 et 1970. Puis vient la construction de la centrale hydroélectrique d'Arenal et la création de la réserve forestière d'Arenal, renommée ensuite Zone protégée Arenal-Monteverde
Après la construction d'un premier barrage massif en terre en 1972, il faut attendre quatre années pour que le nouveau lac se remplisse d'eau, atteignant alors trois fois sa taille originelle. Les anciens villages d'Arenal et de Tondadora sont submergés par le lac ; les habitants sont déplacés vers la nouvelle ville de Nuevo Arenal.
Le barrage ayant été construit seulement quelques années après la première éruption du volcan (1968), il a été construit pour résister aux secousses sismiques causées par celui-ci. Il a été construit de manière à pouvoir résister pendant 4 secondes à un séisme de force 9,4 sur l'échelle de Richter. Situé entre deux montagnes, il fait environ 300 mètres de long et est relié par des tuyaux souterrains aux deux autres infrastructures du lac, un conduit d'accès à la machinerie et une valve de trop-plein.[réf. nécessaire]
Le barrage de Sangregado est achevé en 1979. Il fait monter de 34 m le niveau d'eau du lac originel ; et les eaux des environs, qui jusque là se déversaient uniquement vers l'Atlantique, commencent à se déverser vers le Pacifique.
Le plus grand lac du pays est né, avec le premier projet hydroélectrique majeur costaricien.

## Utilisation
Le lac décharge environ 100 m3/seconde. Cette eau fournit la force motrice pour trois centrales hydroélectriques, générant un total de 362 megawatts ; en 1995 cela représente 1/3 de l'électricité générée dans le pays et jusqu'à 70 % pendant la saison sèche.
L'eau sert ensuite à irriguer environ 6 000 ha de terres agricoles (chiffre de 1995) du "Projet d'Irrigation Arenal-Tempisque", et à cette date il est prévu d'y ajouter 54 000 ha.

## Les zones de protection
Le 7 mars 2000, le lac Arenal et les zones humides qui l'entourent sont désignés site Ramsar.
En 2010, l'activité volcanique de l'Arenal diminue après 40 années d'activité ; il perd son statut de volcan le plus actif du pays.

Panorama

## Faune
Il existe principalement deux espèces de poissons dans le lac Arenal : le machaca (Brycon guatemalensis) et le Parachromis dovii (en) (une sorte de bar arc-en-ciel). Les oiseaux de l'endroit incluent pic-vert, colibris, hérons, martins-pêcheurs, toucans, aricari et de nombreuses autres espèces, faisant de ce lieu un endroit de choix pour les amateurs d'oiseaux.

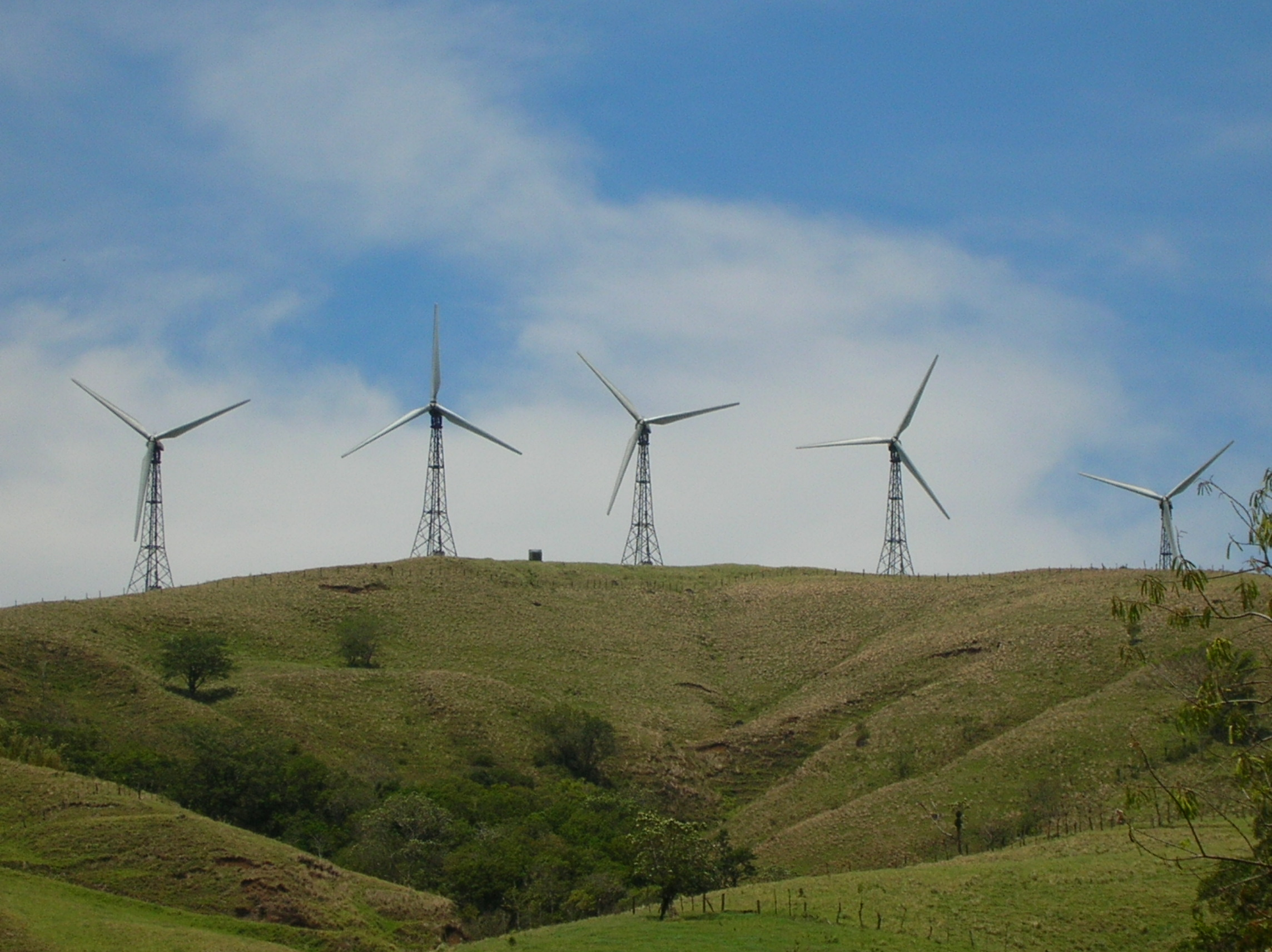
Éoliennes de Santa Rosa surplombant le lac

## Tourisme et éoliennes
La présence de vent dans la région du lac est constante, ce qui en fait non seulement un spot reconnu pour les véliplanchistes, mais également un site idéal pour l'énergie éolienne, comme à Santa Rosa (en) (et non sur Tierras Morenas (en)), à l'extrémité nord-est du lac.
Des tours en bateau sont organisés pour les touristes.